# Ifeoma Dieke
Ifeoma Dieke, née le 25 février 1981 à Amherst (Massachusetts) aux États-Unis d'Amérique, est une joueuse écossaise de football évoluant au poste de défenseur. Elle est internationale écossaise.

## Biographie
Née aux États-Unis de parents d'origine nigériane, Ken et Edith Dieke, elle déménage à Cumbernauld (Écosse) à l'âge de trois ans.

### Carrière en club
Ifeoma Dieke évolue avec le club des Cumbernauld Ladies qui remporte la coupe de la ligue en 1997-1998 et en 1998-1999. Elle rejoint les États-Unis d'Amérique, pour ses études à la Florida International University en 1999-2003. Elle dispute quatre saisons dans l'équipe universitaire.
Ifeoma Dieke est une des rares joueuses écossaises à avoir évolué dans le football professionnel américain.
La ligue professionnelle américaine, la Women's United Soccer Association, est créée en 2001. Ifeoma Dieke, à la fin de ses études en 2003, rejoint les Atlanta Beat. À la suite de la disparition de la Women's United Soccer Association en 2003, elle n'évolue plus au plus haut niveau. Elle joue toutefois en Suède (pour QBIK en 2007 et pour Kristianstads DFF en 2008) dans la première division féminine. 
Lors de la création de la Women's Professional Soccer en 2009, Ifeoma Dieke rejoint les Chicago Red Stars. Elle évolue ensuite avec les Boston Breakers lors des saisons 2010 et 2011.

### Carrière en sélection
Ifeoma Dieke fait ses débuts avec l'Équipe d'Écosse de football féminin en 2004 contre la Grèce. Elle compte 50 sélections en mai 2009.
Elle fait partie du groupe écossais qui dispute les qualifications des Coupes du monde de football féminin 2007 et 2011, où les joueuses sont éliminées avant les phases finales. 
Elle est sélectionnée parmi l'effectif britannique des Jeux olympiques 2012.